# Kienle + Spiess
Kienle + Spiess Group は、回転子と固定子、すなわちモータを製造する会社であり、同社の製品は自動車、家電製品、産業機器、そして再生可能エネルギー向けなど、広く様々な分野で使用されている。同社は電気モータと発電機の欧州最大手の1つである。 
同社はモータコア製造の要となる接着剤パッケージングプロセスglulock®の先駆的発明に成功し、スタンピングおよびダイカスト技術のパイオニアとして、ドイツ、ハンガリー、そしてイギリスに約1,100人を雇用しているグローバル企業である。
グループの本社はバーデン＝ヴュルテンベルク州ザクセンハイム。同社はメルセデス・ベンツブランドを有するダイムラーAG、ポルシェ、ヴァレオ、ボッシュといった自動車業界における世界的有名企業の拠点が多く置かれているシュツットガルト近郊に位置している。  さらに、Kienle + Spiessには他にも国内および海外の拠点を持っている。  

## 歴史
Kienle + Spiess Group は、1935年にバーデン＝ヴュルテンベルク州ザクセンハイムにKienle + Spiess GmbHとして設立。1960年、近くのヴァイヒンゲンアンデアエンツに2番目の生産施設が設立。1980年代半ばに、Kienle + Spiess がイギリスの会社Geoを引き継いだ。イギリスの会社であるEuro-Laminations Ltd.は、1991年からKienle + Spiess 傘下となった。   
1996年には、Kienle + Spiess Hungary Kftが設立。2年後、ヴァイヒンゲンアンデアエンツのBlum GmbHが買収され、同社のグループになった。2006年にKienle + Spiess GmbHはBavaria IndustriekapitalAGに買収された、同社はKienle + Spiess Group となった。 
Kienle + Spiess GmbHが2006年にBavaria Industriekapital AGに買収された後、同社はKienle + Spiessグループとして運営されます。 ドイツにおける市場のリーダーシップをさらに拡大することを目的としています。 
2013年4月以来、同社は東京に本社を置く住友商事の傘下となり、同社の強みである特許技術に基づいた高い技術力と欧州系顧客基盤と住友商事グループの持つネットワークとのシナジーによりさらなる成長が期待されている。 
2013年4月から、本社を東京に置く住友グループ。Kienle + Spiess Group は住友商事の資本の下、独立した企業として運営し続けている。 

## 製品技術
Kienle + Spiess Group  は、標準モーターのIECシリーズから、glulock®接着剤パッケージングプロセスまで、プロセスとテクノロジーに関する数多くの特許を取得している。  同社の省エネ型永久磁石同期モーターKSPMの開発がこの業界における先駆的な製品となった。 
Kienle + Spiess Group  の最新のイノベーションには、Tセグメントシートのスタンピングプロセスをより安全かつ正確にするGeoShift®システムも含まれる。 